# Haussonville
Haussonville – miejscowość i gmina we Francji, w regionie Grand Est, w departamencie Meurthe i Mozela.
Według danych na rok 1990 gminę zamieszkiwały 282 osoby, a gęstość zaludnienia wynosiła 25 osób/km² (wśród 2335 gmin Lotaryngii Haussonville plasuje się na 767. miejscu pod względem liczby ludności, natomiast pod względem powierzchni na miejscu 514.).

## Populacja

Populacja Haussonville w latach 1962–2008